# Richard C. McMullen
Richard Cann McMullen (* 2. Januar 1868 in Glasgow, Delaware; † 18. Februar 1944 in Wilmington, Delaware) war ein US-amerikanischer Politiker und von 1937 bis 1941 Gouverneur des Bundesstaates Delaware.

## Frühe Jahre
Richard McMullen besuchte die öffentlichen Schulen seiner Heimat und das Goldey College in Wilmington. Nebenbei arbeitete er als Aushilfskraft auf einer Farm. Danach war er in einer Gerber- und Lederfabrik angestellt. Im Jahr 1917 machte er sich selbständig und gründete mit zwei Partnern die Allied Kid Company in Wilmington. McMullen wurde zunächst deren Vizepräsident und später Geschäftsführer.

## Politischer Aufstieg
McMullen war Mitglied der Demokratischen Partei. Er wurde Stadtrat in Wilmington und Mitglied der staatlichen Versorgungskommission von Delaware (Public Utility Commission). Er war außerdem Mitglied der staatlichen Kommission, die sich mit der Arbeitslosenversicherung befasste. Ein Angebot, als Bürgermeister von Wilmington zu kandidieren, lehnte er ab. Stattdessen wurde er im Jahr 1936 als Kandidat seiner Partei mit 51 % der Stimmen gegen den Republikaner Harry L. Cannon und den unabhängigen Kandidaten Isaac Short zum neuen Gouverneur seines Staates gewählt. McMullen war der erste demokratische Gouverneur von Delaware seit Ebe W. Tunnell, der von 1897 bis 1901 amtierte.

## Gouverneur von Delaware
Richard McMullen trat sein neues Amt am 19. Januar 1937 an. In seiner vierjährigen Amtszeit wurde der sogenannte Fair Labor Standard Act erlassen, mit dem ein Mindestlohn von 40 Cent und die 40-Stunden-Woche festgelegt wurden. Damals wurden auch die letzten Folgen der Weltwirtschaftskrise überwunden. Im Jahr 1940 bewarb sich McMullen um eine Wiederwahl. Als er aber einen Monat vor der Wahl einen Herzanfall erlitt, zog er seine Kandidatur zurück. Daher schied er am 21. Januar 1941 aus seinem Amt aus.

## Weiterer Lebenslauf
Nach dem Ende seiner Amtszeit zog sich McMullen aus der Politik zurück und widmete sich seinen privaten Angelegenheiten. Er starb im Februar 1944 und wurde in Wilmington beigesetzt. Mit seiner Frau Florence Hutchinson hatte er drei Kinder.